# Handball-Regionalliga Südwest (Frauen) 2024/25
Die Regionalliga Südwest (Frauen) 2024/25 wurde unter dem Dach der Handball-Landesverbände Rheinhessen (HVR), Rheinland (HVRL), Pfalz (PfHV) und Saar (HVS) organisiert, sie ist die höchste Spielklasse des Verbundes und wird hinter der 3. Liga (Frauen) als vierthöchste Spielklasse im deutschen Ligensystem eingestuft. Die Regionalliga Südwest ersetzte die bisherige Handball-Oberliga Rheinland-Pfalz/Saar.

## Saisonverlauf
Die Handball-Regionalliga Südwest 2024/25 war die eindundvierzigste Austragung und die erste Saison seit Wiedereinführung der Liga.

### Modus
Die RL-Südwest bestand in dieser Saison eingleisig aus 12 Mannschaften. Im Verlaufe der Saison traten die Frauenteams jeweils in einer Hin- und Rückrunde gegeneinander an. Nach Abschluss der daraus resultierenden Spieltage qualifizierte sich der Meister für die Aufstiegsrelegation zur 3. Liga (Frauen).
Es stiegen so viele Mannschaften ab (maximal drei), bis die Staffelstärke von 12 Teams incl. den Aufsteigern aus den Landesverbänden und möglichen Absteigern aus der 3. Liga erreicht wurde. Am Ende der Saison galt bei Punktegleichheit der direkte Vergleich.

## Teilnehmer
Nicht mehr dabei waren die Auf- und Absteiger der Vorsaison. Neu hinzukamen die Absteiger (A) von der 3. Liga und die Aufsteiger (N) aus den Verbandsligen.

### Abschlusstabelle

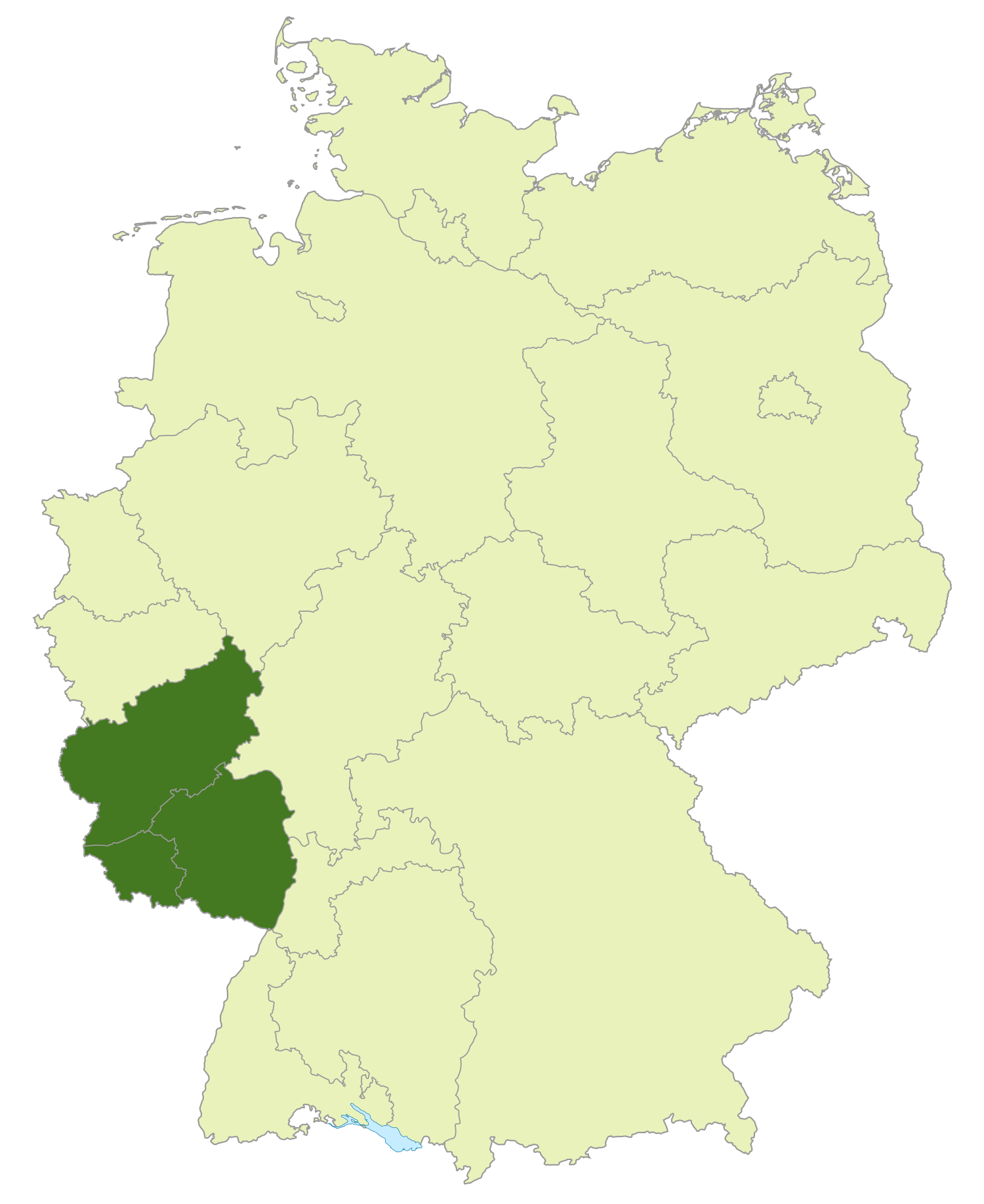
Bereich der Handball-Regionalliga
Rheinland-Pfalz / Saarland

|     | Mannschaft                              | Sp | S | U | N | Tore | Diff. | Pkte  |
| --- | --------------------------------------- | -- | - | - | - | ---- | ----- | ----- |
| 1.  | DJK SF Budenheim                        | 20 |   |   |   |      |       | 33:7  |
| 2.  | DJK St. Michael Marpingen (A)           | 20 |   |   |   |      |       | 31:9  |
| 3.  | TSG 1846 Mainz-Bretzenheim              | 20 |   |   |   |      |       | 30:10 |
| 4.  | TSG Haßloch                             | 20 |   |   |   |      |       | 30:10 |
| 5.  | HSG Wittlich                            | 20 |   |   |   |      |       | 26:14 |
| 6.  | HSG Hunsrück                            | 20 |   |   |   |      |       | 18:22 |
| 7.  | FSG Gonsenheim / Bodenheim / TSV Schott | 20 |   |   |   |      |       | 15:25 |
| 8.  | VTV Mundenheim                          | 20 |   |   |   |      |       | 13:27 |
| 9.  | Südpfalz Tiger                          | 20 |   |   |   |      |       | 12:28 |
| 10. | HSV Sobernheim (N)                      | 20 |   |   |   |      |       | 8:32  |
| 11. | HSG TVA / ATSV Saarbrücken (N)          | 20 |   |   |   |      |       | 4:36  |
| 12. | TV Bassenheim                           | 0  |   |   |   |      |       | 0:00  |

## Aufstiegsrelegation zur 3. Liga (Frauen)
Am Ende der Saison wird mit den Regionalligameistern eine Aufstiegsrelegation zur 3. Liga (Frauen) durch den Deutschen Handballbund (DHB) ausgetragen. Dabei werden drei Gruppen in Nord, Mitte und Süd mit je vier Mannschaften gebildet. Jede Gruppe spielt eine Hin- und Rückrunde, wobei sich jeweils die zwei bestplatzierten Teams für die 3. Liga (Frauen) 2025/26 qualifizieren.
In der Südgruppe treten die Meister der Regionalliga Bayern (RL-B), Regionalliga Südwest (RL-SW) sowie Meister und Vizemeister der Regionalliga Baden-Württemberg (RL-BW) gegeneinander an. Am Ende der Relegation gilt bei Punktgleichheit der direkte Vergleich.

### Gruppe Süd
Die Spiele finden in der Zeit vom 10./11. Mai bis 22. Juni statt." Stand 14. Juni 2025
|    | Mannschaft                      | Sp | S | U | N | Tore    | Diff. | Pkte |
| -- | ------------------------------- | -- | - | - | - | ------- | ----- | ---- |
| 1. | TuS Schutterwald (RL-BW 1)      | 5  | 4 | 0 | 1 | 153:130 | +23   | 8:2  |
| 2. | TSV Ismaning (RL-B)             | 5  | 4 | 0 | 1 | 144:133 | +11   | 8:2  |
| 3. | HC Schmiden-Oeffingen (RL-BW 2) | 5  | 1 | 0 | 4 | 122:131 | −9    | 2:8  |
| 4. | DJK SF Budenheim (RL-SW)        | 5  | 1 | 0 | 4 | 122:147 | −25   | 2:8  |

 Aufsteiger zur 3. Liga (Frauen) 2025/26.